# Giant Magellan Telescope
El Giant Magellan Telescope (de les sigles en anglès GMT i lit. en català Telescopi Gegant de Magallanes) és un projecte de telescopi terrestre de grans dimensions planejat per completar-se en 2025. Es compondrà de set segments primaris de 8,4 metres de diàmetre, amb el poder de resolució d'un mirall primari de 24,5 metres de diàmetre i la superfície de recol·lecció de 22 metres. S'espera que tingui més de 5-10 vegades la capacitat de captació de llum dels instruments existents, 10 vegades superior al Telescopi Espacial Hubble, i serà l'observatori òptic més gran al món, en el moment de la seva primera llum. Ja s'han produït quatre dels set miralls i el cim de la muntanya està preparada per a la construcció. L'astrònom cap encarregat del projecte és Mark M. Phillips.

## Localització
El telescopi estarà situat a l'Observatori Las Campanas, que és també el lloc dels Telescopis Magallanes, a uns 180 quilòmetres al sud de Copiapó, Xile i 115 quilòmetres al nord-nord-est de La Serena, Xile. El lloc és ideal per situar grans observatoris astronòmics a causa del clima sec dels voltants del Desert d'Atacama, sense núvols ni boira ni contaminació atmosfèrica ni lumínica. Tampoc hi ha centres de població. És un dels millors llocs del món per a l'observació astronòmica. El punt exacte on el telescopi serà construït està a 2.516 metres d'altitud.

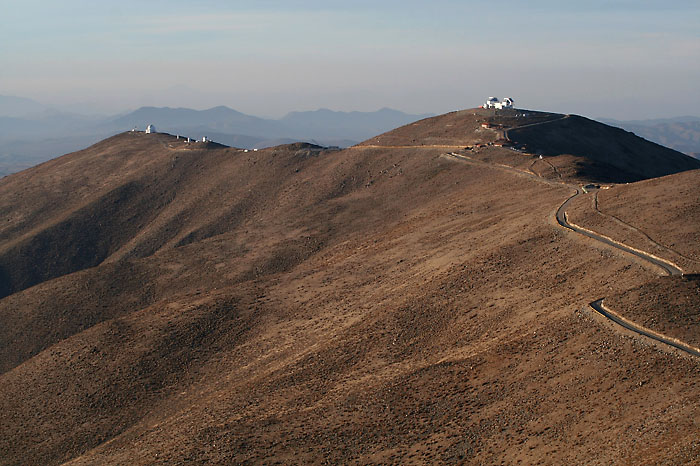
Observatori Las Campanas

Comparació dels majors telescopis del món.

## Característiques
El telescopi és únic, ja que tindrà set dels més grans miralls del món com a segments del mirall primari, cadascun de 8,4 metres de diàmetre. Aquests miralls s'organitzaran amb un mirall al centre i els altres sis disposats simètricament al voltant d'ell. El desafiament en això és que els sis segments exteriors estaran fora d'eix, i encara que idèntics entre si, no són cadascun radialment simètrics, la qual cosa exigeix una modificació del poliment habitual i procediments de prova.
Els miralls estan sent construïts per la Universitat d'Arizona, concretament pel Steward Observatory Mirror Lab. El primer mirall es va crear en un forn rotatori a l'octubre de 2005, però el poliment no es va completar fins a novembre de 2012. Tota una nova i àmplia gamma de proves òptiques i infraestructura de laboratori va haver de ser desenvolupada per polir els miralls, ja que el coeficient de dificultat és 10 vegades major que per a qualsevol mirall astronòmic anterior de gran grandària. El segon mirall es va iniciar el gener de 2012, el tercer a l'agost de 2013 i la cambra a mitjan 2015. Els miralls cinquè, sisè i setè encara no han començat a ser produïts.
La intenció és construir set idèntics para fos de l'eix de miralls, de manera que hi hagi un de disponible de recanvi quan algun d'ells està en manteniment, (repintat) el que pren fins a una setmana. procés necessari i periòdic cadascun o dos anys. Encara que el mirall primari en el seu conjunt té una relació focal (distància focal dividida pel diàmetre) de f/0.71, els segments individuals, sent d'un terç de diàmetre, tenen una relació focal de f/2.14. La relació focal és en general f/8 i la prescripció òptica és aplanètica (sense aberració d'esfericitat) de telescopi reflector tipus gregorià. El telescopi farà ús d'òptica adaptativa.

## Organitzacions
La següent és una llista dels membres del consorci que va desenvolupar el telescopi.
- Universitat de Chicago
- Universitat Harvard
- Observatori Astrofísic Smithsonian
- Universitat de Texas A&M
- Universitat d'Arizona
- Universitat de Texas a Austin
- Australian National University
- Astronomy Australia Limited
- Korea Astronomy and Space Science Institute